# DKW F1
La DKW F1 è un'autovettura di fascia bassa prodotta dal 1931 al 1932 dalla Casa automobilistica tedesca DKW.

## Storia e profilo

### Genesi del modello
Non si hanno notizie precise riguardanti il momento esatto o comunque l'occasione che fece scoccare nella mente di J.S. Rasmussen l'idea di progettare e costruire una vettura a trazione anteriore da produrre in grande serie. Certo è che il patron della DKW aveva da tempo assistito al proliferare, in Europa e non solo, di progetti di vetture a trazione anteriore più o meno riusciti. Si trattava però di vetture destinate a rimanere allo stadio di prototipo, oppure confinate all'impiego in campo agonistico o ancora destinate alla produzione in piccola serie. Tra queste vi furono la francese Tracta, ma anche la tedesca Voran. Questi nomi fanno parte di quell'insieme di costruttori automobilistici che vanno inseriti tra i primissimi esploratori della trazione anteriore dopo il fenomeno isolato dell'austriaca Gräf & Stift risalente addirittura al 1897, ma che anche in quel caso non andò oltre lo stadio prototipale. In ogni caso, Rasmussen ebbe modo di conoscere sia il patron della Voran, Richard Bussien, sia uno dei due fondatori della Tracta, ossia quel Jean-Albert Gregoire che avrebbe scosso a più riprese il mondo dell'automobile francese tra gli anni venti e gli anni cinquanta del secolo scorso. Un altro personaggio incontrato da Rasmussen durante gli anni '20 fu Robert Schwenke, un altro piccolo costruttore che già da decenni progettava e costruiva vetture a trazione anteriore (la prima vettura di Schwenke fu presentata ad una fiera presso la Lehrter Bahnhof di Berlino già nel 1905), anche se purtroppo nessuna di esse avrebbe raggiunto la produzione in serie. Ed ancora, prima di questi personaggi, Rasmussen strinse contatti con Fritz Cockerell, un altro piccolo costruttore cimentatosi in quegli anni con la trazione sull'avantreno. 

Si trattò di numerosi input che progressivamente convinsero Rasmussen a progettare una DKW a trazione anteriore. D'altro canto anche alcuni altri costruttori tedeschi stavano muovendosi in quella direzione (Stoewer ed Adler), mentre negli Stati Uniti, durante il 1927 venne avviato il progetto relativo alla Cord L-29, la prima autovettura di serie a trazione anteriore dell'intera storia mondiale dell'automobile. Se anche la DKW voleva prendere il primo "treno" dei grandi innovatori doveva quindi muoversi celermente. 

Le notizie più accreditate inerenti al periodo storico in cui Rasmussen diede il via al progetto della sua DKW a trazione anteriore parlano dell'estate del 1928, anche se altre di non minor autorevolezza fissano al mese di ottobre dello stesso anno l'avvio del progetto. In ogni caso, tale progetto fu affidato alla fabbrica di Zschopau: inizialmente Rasmussen non aveva in mente una vettura di fascia bassa, bensì di fascia media, analoga alla futura 4=8 della quale il progetto era già stato avviato. Anzi, per la vettura a trazione anteriore Rasmussen aveva già meditato di montare lo stesso propulsore V4 con pistoni ausiliari da destinare proprio alla 4=8. Tale motore ebbe però come principale caratteristica quella di essere affetto in maniera cronica da problemi di affidabilità non indifferenti, come l'eccessivo surriscaldamento, la precoce usura dei pistoni e l'elevatissimo consumo di carburante. Ciò portò in fase di progetto della DKW a trazione anteriore a frequenti discussioni ed alterchi tra Rasmussen ed il responsabile di progetto Richard Blau. Queste tensioni culminarono il 7 settembre 1930 con Blau che diede le dimissioni di sua spontanea volontà. Il progetto venne a questo punto dirottato presso lo stabilimento Audi di Zwickau, ma era ancora in alto mare, mentre ad esempio la Stoewer fu ormai prossima al lancio del suo modello V5 a trazione anteriore. Fu un colpo per Rasmussen, che ambiva a fare della DKW la prima Casa tedesca ad aver proposto inserire una vettura con ruote motrici anteriori. Fu durante il passaggio del progetto da Zschopau a Zwickau che Rasmussen decise che la nuova vettura sarebbe stata di tipo popolare, rivolta cioè ad un pubblico più vasto e quindi anche più economica. La pretesa inverosimile di Rasmussen furono i tempi di progettazione e realizzazione, che vennero fissati in appena sei settimane. Gli stessi addetti ai lavori furono assai perplessi.
 
Ma incredibilmente, e con grande stupore del personale della fabbrica Audi, i tempi vennero rispettati: già il 29 novembre del 1930 il primo prototipo fu già pronto, con telaio separato in acciaio, supporti ausiliari anch'essi in acciaio e trazione anteriore realizzata mediante l'utilizzo (su licenza) dei giunti omocinetici di che J.A. Gregoire aveva già montato alcuni anni prima sulle sue Tracta. Tale exploit non sarebbe stato possibile senza il prezioso apporto delle due principali "menti" dello stabilimento Audi di Zwickau (Oskar Arlt e Walter Haustein) e soprattutto senza il lavoro svolto in precedenza da Richard Blau.

A dicembre cominciarono i primi test su strada, mentre la "rivale" Stoewer V5 venne presentata alla stampa, ma non ancora al pubblico. I tre prototipi DKW montavano rispettivamente un motore a due tempi di derivazione motociclistica da 350 cm³ e due unità da 500 cm³. Poiché i motori erano direttamente derivati dalle moto senza alcun adattamento, i prototipi erano privi di retromarcia.

### Debutto
La presentazione al pubblico, dapprima fissata per il 19 febbraio 1931 al Salone di Berlino, fu anticipata da un impaziente Rasmussen ad una manifestazione di sport invernali tenutasi a Garmisch, sulle alpi bavaresi, fra il 30 gennaio ed il 2 febbraio dello stesso anno: qui alcuni esemplari con carrozzeria roadster presero parte ad una piccola gara sulla neve contro avversarie come le Bugatti e le Amilcar: alla fine una DKW giunse seconda dietro una Bugatti, suscitando un buon clamore mediatico. Nacque così la F1, capostipite di tutta una famiglia di DKW a trazione anteriore che durante gli anni trenta del secolo scorso raccolse un ottimo successo di vendite. 

Dal momento che lo Stato Maggiore della DKW si trovava già in Baviera, vi fu anche l'occasione di portare le DKW presentate a Garmisch al congresso dei rivenditori DKW tenutosi a Norimberga pochi giorni dopo. La vettura raccolse numerosi consensi anche in quel caso. La F1, comunque, non mancò neppure al successivo Salone di Berlino.

### Caratteristiche

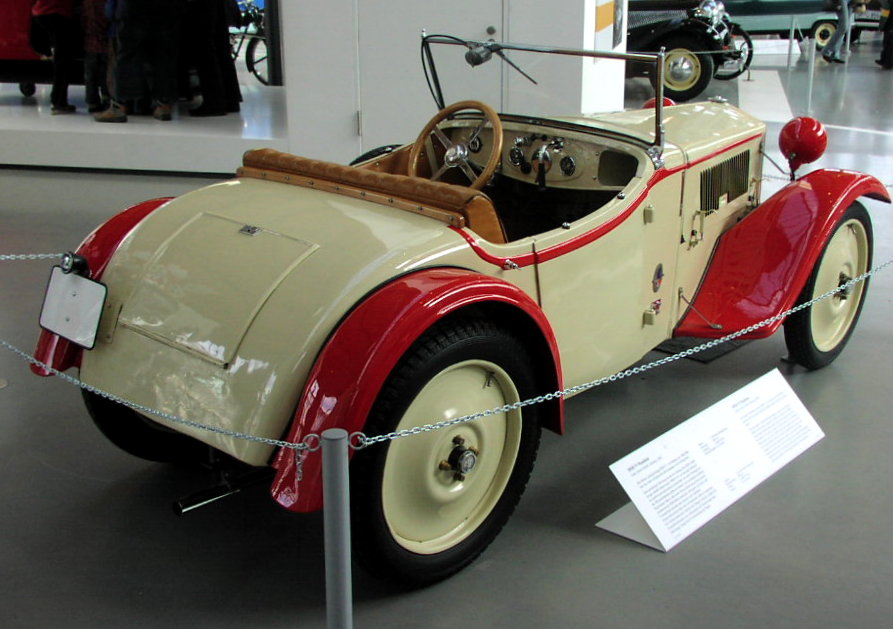
Vista posteriore di una F1 con carrozzeria roadster a 2 posti

La F1 nasceva su di telaio separato in acciaio, al contrario della precedente P15 e della contemporanea 4=8, che avevano invece la scocca autoportante in legno. Tale soluzione fu preferita allo scopo di contenere i costi di produzione, ma vi furono anche altre particolarità atte a mantenere basso il prezzo di listino finale. Tra queste la singolare soluzione relativa alle sospensioni, prive di assali veri e propri: ogni asse fu in pratica sostituito da due molle a balestra sovrapposte. L'impianto frenante era a quattro tamburi con comando meccanico a cavo, mentre lo sterzo era a vite senza fine.

Fin dall'esordio, la F1 era disponibile in due motorizzazioni distinte, entrambe bicilindriche a due tempi:
- motore da 494 cm³ con potenza massima di 15 CV a 3500 giri/min;
- motore da 580 cm³ con potenza massima di 18 CV a 3800 giri/min.

Entrambi questi motori erano caratterizzati dalla presenza di pistoni dotati di deflettore nella parte superiore per ottimizzare il flusso della miscela aria/carburante all'interno dei cilindri. I motori, montati in posizione trasversale, disponevano di valori di potenza piuttosto limitati, ma che grazie al peso assai ridotto dell'intero corpo vettura (nelle versioni con corpo vettura più leggero si scendeva ad appena 450 kg con serbatoio pieno) riuscivano a regalare alla vettura delle prestazioni in linea con la concorrenza dell'epoca, con velocità massime intorno ai 75 km/h. Il moto veniva trasmesso alle ruote anteriori mediante un cambio manuale a 3 marce collegato al motore mediante una frizione multidisco a bagno d'olio. Ovviamente, rispetto ai prototipi <utilizzati nei test su strada, questo cambio era provvisto finalmente di retromarcia. Il differenziale venne sistemato davanti al motore, in un alloggiamento posto appena sotto al radiatore. Per questo motivo, il frontale di una F1 rivela una strana angolazione nella parte inferiore del radiatore: essa è dovuta alla necessità di alloggiare il differenziale.

Il sistema di avviamento del motore fu fornito dalla Luma di Stoccarda, una piccola azienda con cui la DKW strinse un accordo per la fornitura di tali dispositivi. Quando a causa della crisi economica di quegli anni la Luma rischiò di naufragare, la DKW acquisì da essa la licenza per produrre in proprio questi dispositivi presso lo stabilimento di Chemnitz.

Al suo debutto, la F1 fu disponibile in tre varianti di carrozzeria: roadster a 2 o a 3 posti e una variante a tre posti di cui uno costituiva il famoso posto della suocera esposto alle intemperie. Mentre le prime due erano realizzate direttamente dalla DKW in legno con pannelli rivestiti in finta pelle, la terza variante era invece in lamiera d'acciaio e veniva prodotta dalla Schneider & Korb, la stessa che approntò i tre prototipi originari. Sia nelle versioni con carrozzeria in legno, sia in quella con carrozzeria in acciaio, era presente una sola portiera, sistemata sul lato del passeggero anteriore. In ogni caso il corpo vettura era di dimensioni decisamente più ridotte rispetto a quello della V1000. Le due varianti roadster potevano essere ordinate con uno a scelta dei due motori disponibili, mentre la terza variante era disponibile unicamente con il motore di cilindrata superiore.

### Evoluzione

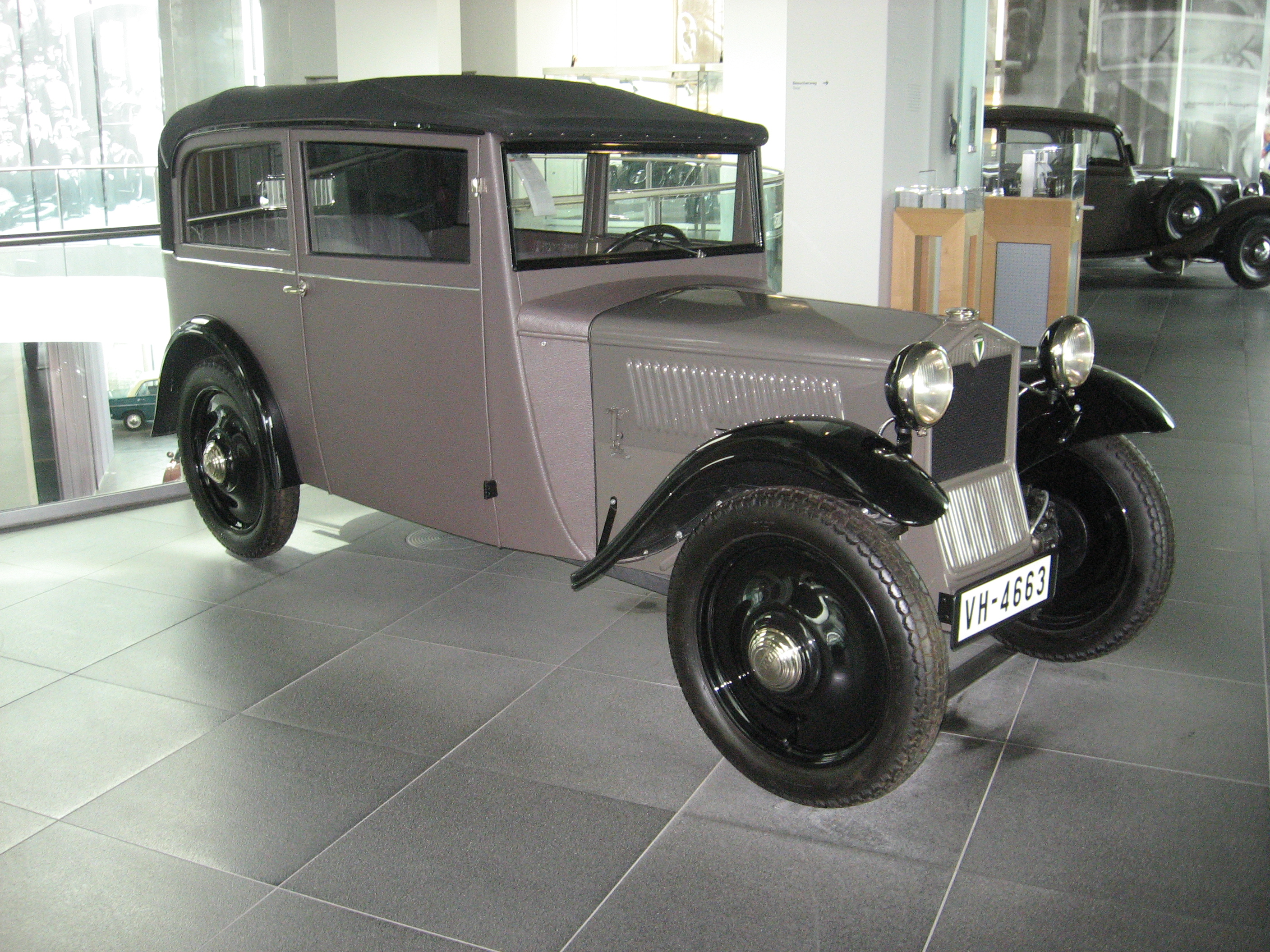
Una DKW F1 con carrozzeria trasformabile a 4 posti: si noti la strana angolazione del radiatore, necessaria per ospitare il differenziale.

La produzione partì nel mese di aprile e a ritmi sostenuti sull'onda del vasto consenso ottenuto fin dall'inizio: le carrozzerie vennero montate a Spandau e l'assemblaggio finale della vettura avvenne allo stabilimento Audi di Zwickau.

Con un prezzo ridotto all'osso, e pari a 1.685 RM nell'allestimento di base, la F1 si rivelò l'auto giusta nel momento giusto: nonostante la crisi finanziaria di quegli anni, la vettura ottenne un ottimo successo. Anche la stampa, sia quella specializzata che i semplici quotidiani, non risparmiò parole di elogio per la piccola vettura, tanto da trascurare persino quella Stoewer V5 che in realtà non andava a porsi in concorrenza con la F1, ma con cui Rasmussen si trovava in competizione per la palma di prima auto tedesca di serie a trazione anteriore. Alla fine fu la Casa di Stettino ad arrivare per prima al traguardo (fino al 1945 la città di Stettino apparteneva alla Germania), ma data la destinazione commerciale della F1, di stampo assolutamente popolare, fu quest'ultima a calamitare la maggior parte delle attenzioni da parte di stampa e pubblico.

A dare ancora maggior vigore al successo della F1 vi fu anche una massiccia campagna pubblicitaria indetta dal responsabile della pubblicità per la DKW, Siegfried Seher. Appena due mesi dopo l'inizio della produzione, grazie alla F1 la DKW conquistò il secondo posto nella graduatoria delle vendite di vetture in Germania, subito dietro la Opel (che tra l'altro, con la sua 1.1L era una delle concorrenti più accreditate della F1).

Non mancarono tuttavia le critiche, che per quanto riguardava la meccanica erano relative al cambio troppo rumoroso, mentre per quanto riguardava la struttura, erano inerenti principalmente la scarsa rigidezza del telaio e la sua predisposizione a frequenti fenomeni di torsione, che davano luogo spesso a danni alla carrozzeria. Ciò si verificava specialmente nel caso in cui veniva ordinato un telaio nudo da carrozzare presso una carrozzeria esterna su specifiche del cliente. Il telaio era poco incline a sopportare la pesantezza della carrozzeria in acciaio e quindi non erano infrequenti danni alla carrozzeria anche in questo caso.

Nel luglio del 1931 la gamma si allargò con l'arrivo di una inedita variante cabriolet a due posti, destinata a rimanere in listino solo per pochi mesi, fino ad ottobre. Tale versione, la cui carrozzeria veniva realizzata dal carrozziere Hornig di Meerane, sempre in Sassonia, era caratterizzata da un parabrezza più inclinato e da un allestimento interno assai lussuoso.

Entro fine anno arrivarono anche la berlina trasformabile a 4 posti ed una berlina chiusa, sempre a 4 posti, con carrozzeria in lamiera realizzata dalla Ambi-Budd. Entrambi questi modelli nascevano su un telaio con passo allungato di 30 cm per poter ospitare i sedili posteriori. A causa del conseguente aumento di peso, venne potenziato anche l'impianto frenante, con tamburi portati da 180 a 210 mm di diametro.

Nella primavera del 1932 la gamma DKW si allargò con l'arrivo della F2, nota anche con il nome di Meisterklasse, che andava a porsi tra la V1000 a 4 cilindri e la F1, per poi sostituire quest'ultima in un secondo momento. La F1 non ebbe più aggiornamenti di sorta, né dal punto di vista meccanico, né per quanto riguarda la gamma. L'unica novità si ebbe poco prima dell'uscita di produzione del modello, con l'arrivo di una serie limitata commercializzata nell'ottobre 1932. Due mesi dopo, a dicembre, tutta la gamma F1 uscì di listino, sostituita proprio dalla F2.

### Attività sportiva

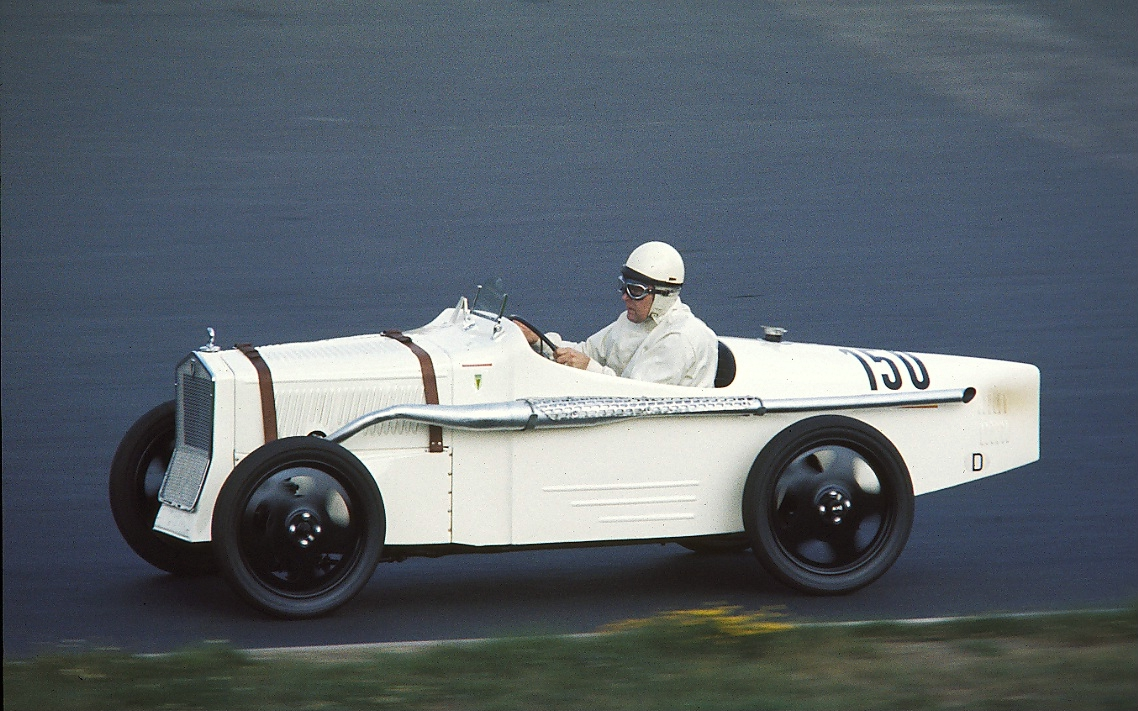
Una F1 con carrozzeria monoposto

Nonostante le modeste prestazioni del suo motore, la F1 venne impiegata con successo anche nelle competizioni: le sue doti di leggerezza ne fecero un avversario temibile nella sua categoria. Già si è parlato dell'exploit all'Eisrennen di Garmisch nel febbraio del 1931, in occasione della presentazione della vettura. La neve non intimorì la F1, che riuscì a giungere seconda dietro una Bugatti, staccata di un'inezia da quest'ultima (68 km/h di velocità media per la francese e 67.3 km/h di media per la tedesca). 

Pochi mesi dopo, tra il 21 maggio ed il 7 giugno 1931, tre F1 con carrozzeria sport biposto vennero impiegate in una gara di 10.000 km attraverso l'Europa. Mentre una delle tre vetture fu costretta a ritirarsi a causa di una collisione verificatasi a Madrid contro un autocarro, le altre due giunsero brillantemente al traguardo.

In altre competizioni vennero approntati degli esemplari con carrozzeria monoposto.